# Age of Chivalry
Age of Chivalry ist eine Mehrspieler-Mod für Half-Life 2, welche von Rikard Lindgren und Scott Chipman entwickelt wurde. Age of Chivalry spielt im fiktiven mittelalterlichen Königreich Agathia und stellt den Konflikt zweier rivalisierender Parteien um die Krone dar. Der Name des Spiels leitet sich vom englischen Wort für Ritterlichkeit Chivalry ab.

## Spielprinzip
Age of Chivalry wird grundsätzlich nur im Mehrspieler-Modus gespielt. Es treten jeweils zwei Teams, der böse Mason Order und die guten Agathia Knights, gegeneinander an. Ursprünglich war ebenfalls eine Einzelspieler-Kampagne geplant, welche aber bisher nicht realisiert wurde. Die Mehrspieler-Gefechte hängen lose zusammen, eine fortschreitende Geschichte gibt es jedoch nicht.
Zu Beginn jeder Partie schließt sich der Spieler einer der beiden Seiten an. Anschließend kann er aus insgesamt neun Klassen wählen. Dazu zählen etwa Langbogenschützen, aber auch flinke Waffenträger und schwer gepanzerte Ritter. Die Klassen unterscheiden sich in Bewaffnung, Trefferpunkten und Geschwindigkeit und nehmen so direkt Einfluss auf das Spielerlebnis.
Anschließend gilt es – je nach Szenario und gewählter Karte – verschiedene Ziele zu erfüllen. Dies kann etwa die Eroberung respektive Verteidigung einer Burg sein, aber auch das einfache Besiegen aller Gegner. Auch Spielmodi wie Jeder-gegen-Jeden und Deathmatch sind implementiert.
Besonderes Merkmal von Age of Chivalry ist die Kampfsteuerung. So ist es dem Spieler möglich, den Feind mit verschiedenen Arten von Schwerthieben anzugreifen oder feindliche Hiebe zu blocken. Auch kann er zum Bogen oder zur Armbrust greifen und den Gegner aus der Ferne attackieren. Das Spiel wird ausschließlich aus der Egoperspektive gespielt.

## Gewaltdarstellung
Age of Chivalry beinhaltet diverse Gewaltdarstellungen. So ist es möglich Feinden Köpfe und Gliedmaßen abzutrennen. Auch gibt es Szenarien, in welchen unbewaffnete Bauern getötet werden müssen. Zudem ist es möglich andere Spieler in Brand zu setzen. Durch Katapultgeschosse ist es auch möglich, andere Spieler zu „zerfetzen“.

## Nachfolger
Am 16. Oktober 2012 wurde Chivalry: Medieval Warfare als eigenständiges Spiel auf Basis der Unreal Engine 3 von Tom Banner Studios veröffentlicht. Eine offizielle, von der USK freigegebene Version, erschien am 20. Juni 2014.